# Březsko
Březsko (německy Bries) je obec v okrese Prostějov v Olomouckém kraji. Žije zde 203 obyvatel. Obec zahrnuje také místní část Michnov, která se dříve členila na dvě osady.

## Název
V písemných dokladech ze 14. a 15. století je vesnice uváděna pod jménem Bržiště. To bylo obecné slovo s významem "doupě". Později bylo zakončení -iště nahrazeno na Moravě běžnou příponou -isko a počátek slova byl přichýlen k nářečnímu březa - "bříza".

## Historie
První písemná zmínka o obci pochází z roku 1351. Do roku 1619 patřila obec pod konické panství, poté spadala pod Jesenec, kde zůstala až do konce patrimoniální správy.
Michnov byl založen roku 1785 po rozdělení pozemků panského dvora. Michnov se původně členil na dvě osady: Michnov 1. díl a Michnov 2. díl, přičemž osada Michnov 2. díl náležela před 1. lednem 1974 k sousední obci Ochoz.
V dubnu 1945 byli v lese mezi Březskem a Konicí zabiti tři zběhové z nucených prací, kteří pocházeli z okolí. Jejich osud připomíná památník na osudném místě.

## Obyvatelstvo

### Struktura
Vývoj počtu obyvatel za celou obec i za jeho jednotlivé části uvádí tabulka níže, ve které se zobrazuje i příslušnost jednotlivých částí k obci či následné odtržení.
| Místní části   | Místní části | 1869 | 1880 | 1890 | 1900 | 1910 | 1921 | 1930 | 1950 | 1961 | 1970 | 1980 | 1991 | 2001 | 2011 | 2021 |     |
| -------------- | ------------ | ---- | ---- | ---- | ---- | ---- | ---- | ---- | ---- | ---- | ---- | ---- | ---- | ---- | ---- | ---- | --- |
| Počet obyvatel | část Březsko | 551  | 570  | 572  | 520  | 522  | 494  | 464  | 355  | 385  | 320  | 269  | 227  | 223  | 206  | 184  | 184 |
| Počet domů     | část Březsko | 87   | 94   | 97   | 96   | 98   | 101  | 101  | 110  | 101  | 90   | 81   | 103  | 104  | 107  | 114  |     |

## Obecní správa
Mezi lety 1869–1985 Březsko bylo obcí v okrese Litovel (1869–1950) a později v okrese Prostějov. Od 1. ledna 1986 do 23. listopadu 1990 patřilo jako část města ke Konici a od 24. listopadu 1990 je opět samostatnou obcí.

### Obecní symboly
Znak a vlajka byly obci uděleny rozhodnutím předsedy Poslanecké sněmovny Parlamentu České republiky dne 27. června 2001.

## Významní rodáci
- Eduard Dominik (1854–1919), kněz, biblista a vysokoškolský profesor

## Pamětihodnosti
Pamětihodnostmi v obci jsou:
- Kaple svatého Cyrila a Metoděje z roku 1875
- Mramorový kříž nedaleko rybníka z roku 1826
- Mramorové kříže ve vsi a kolem ní
- Pomník padlým v první světové válce se sochou svatého Václava
- Modernistická budova obecního úřadu z roku 1940

## Hospodářství
Obyvatelé obce se tradičně živili zemědělstvím. V 18. a 19. století se v okolí obce těžila železná ruda, která se vozila do blanenských železáren.

## Galerie

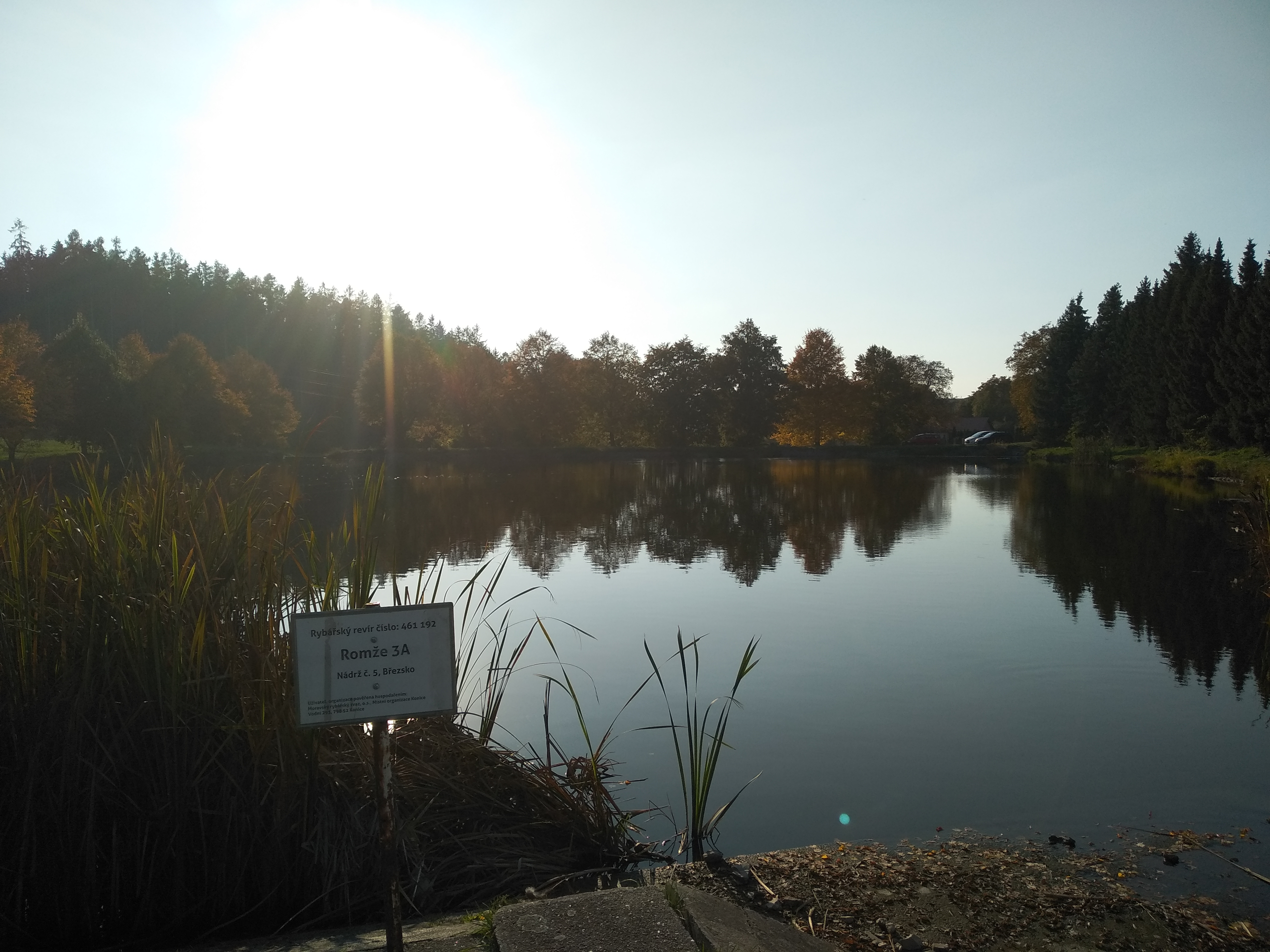
Vodní nádrž pod obcí
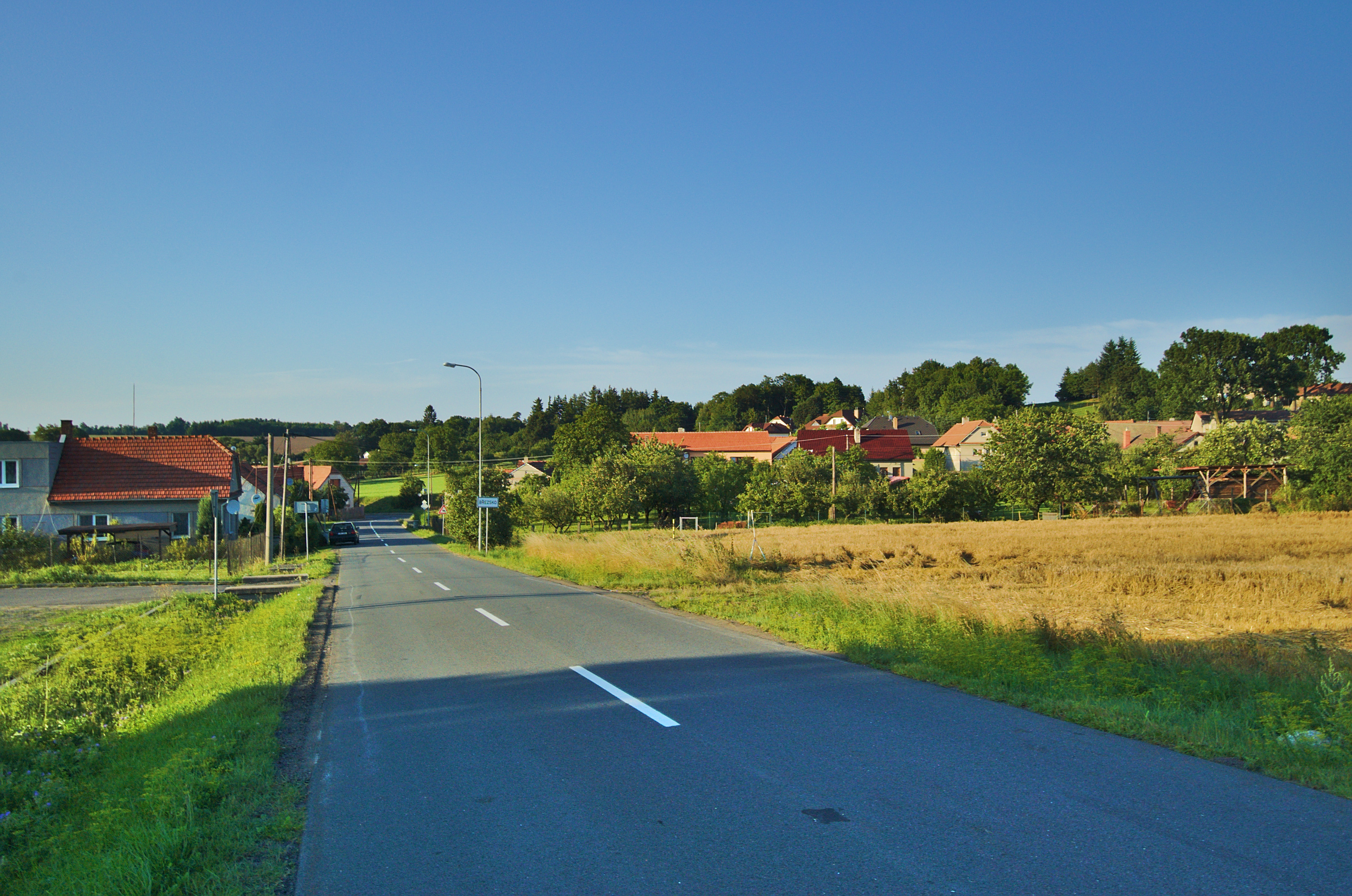
Pohled na obec od jihu z hlavní silnice na Konici
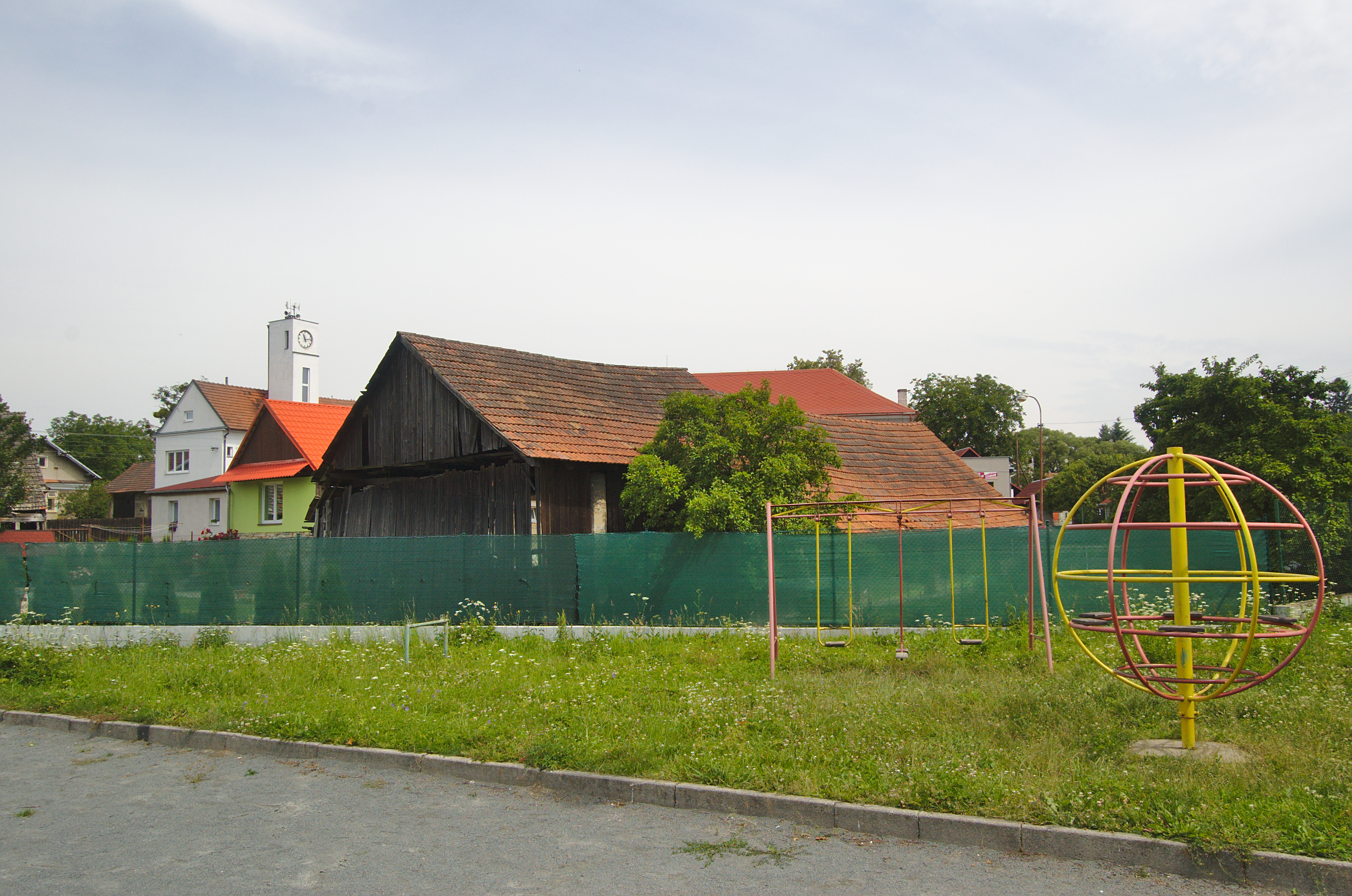
Pohled na obecní úřad od dětského hřiště
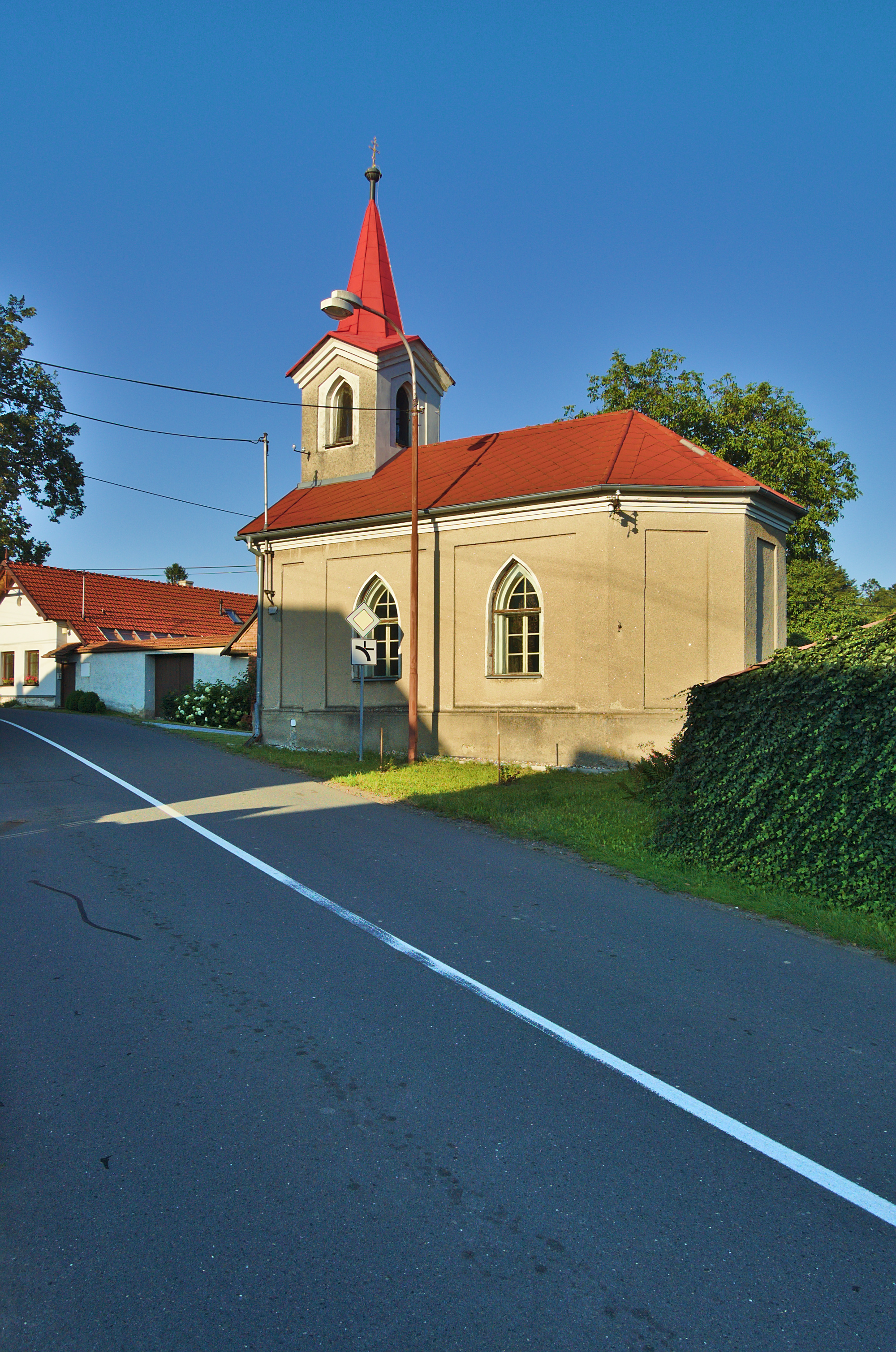
Kaple svatého Cyrila a Metoděje
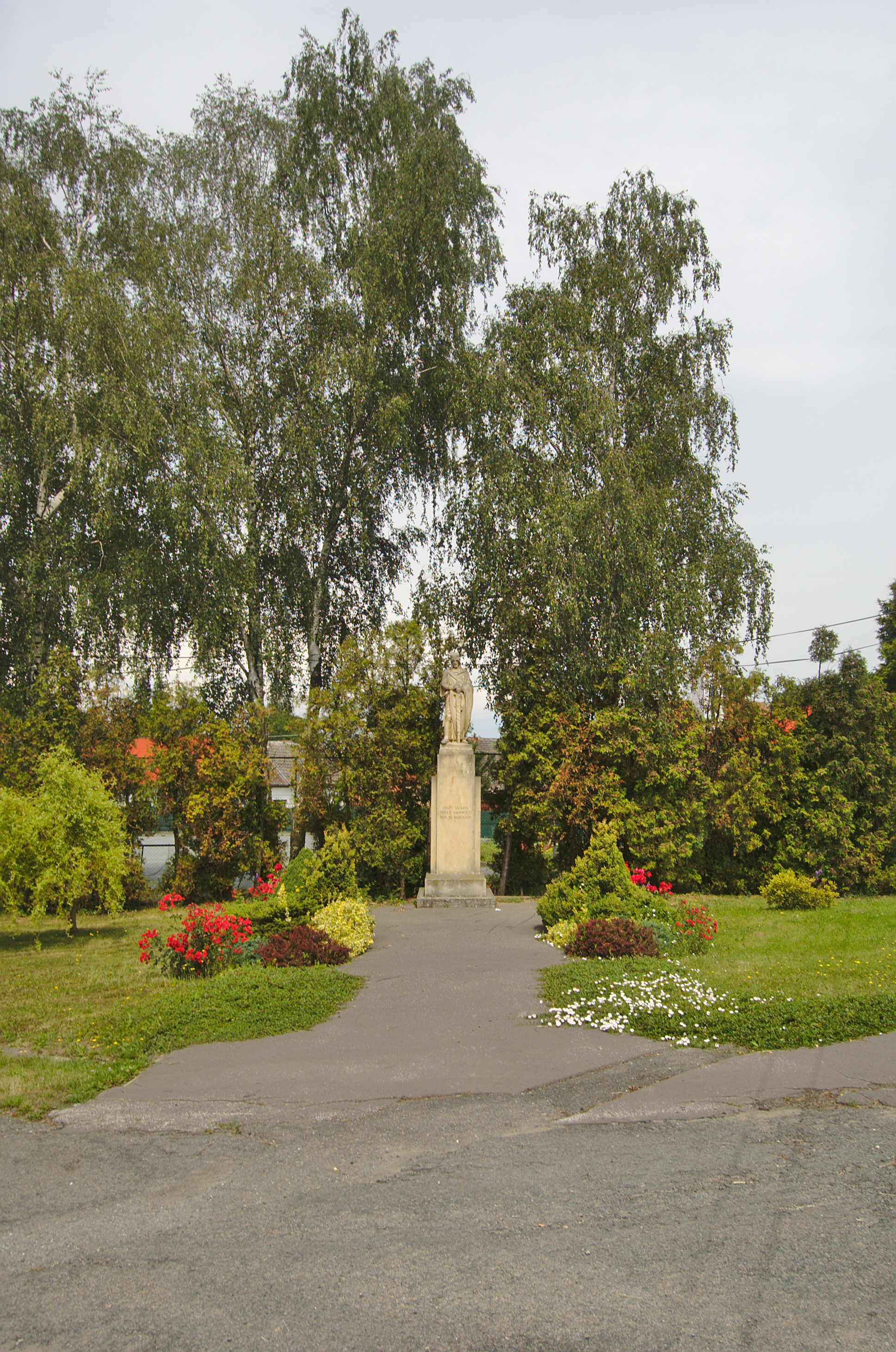
Památník obětem 1. světové války se sochou svatého Václava
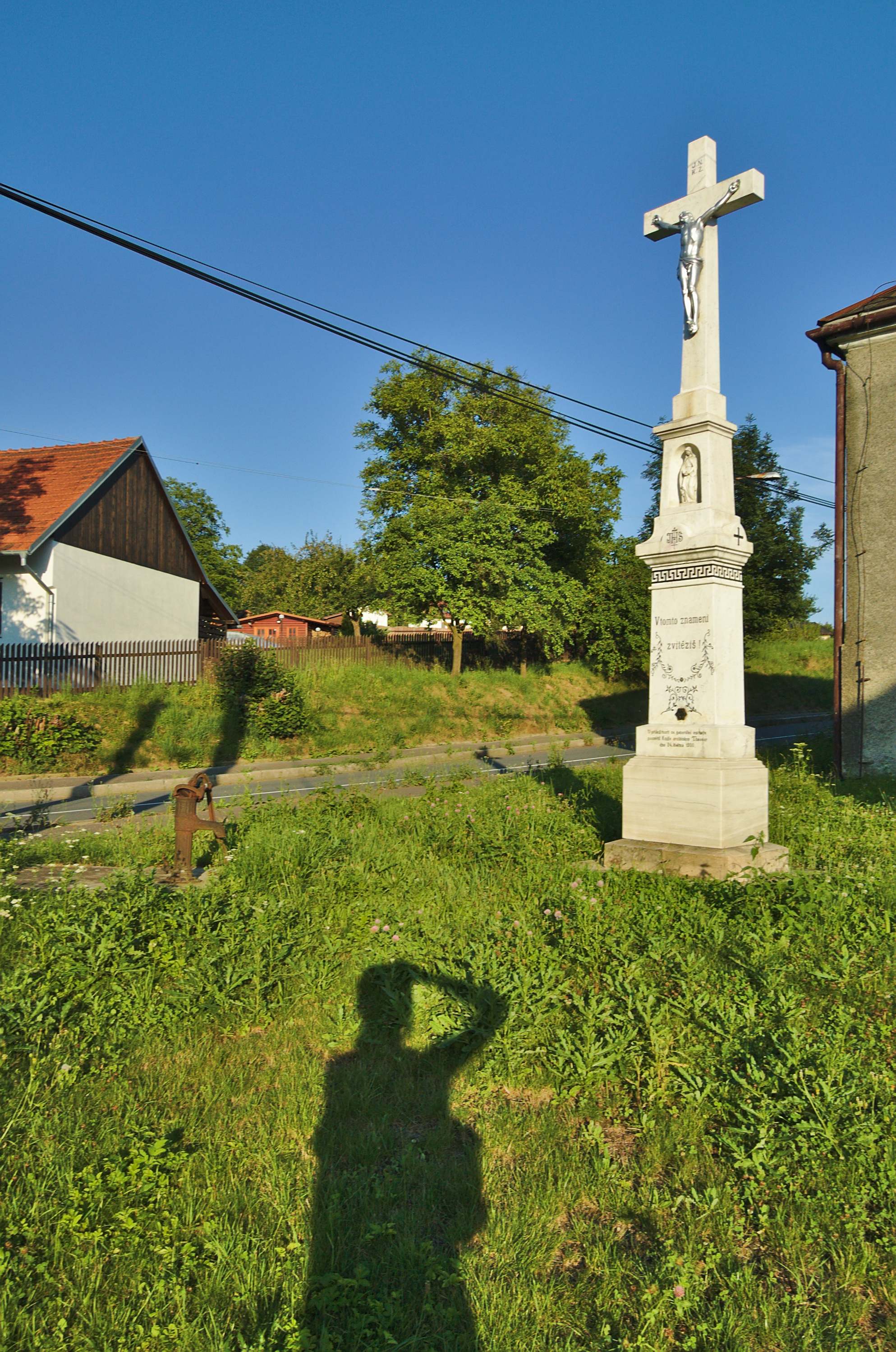
Kříž naproti soše svatého Václava
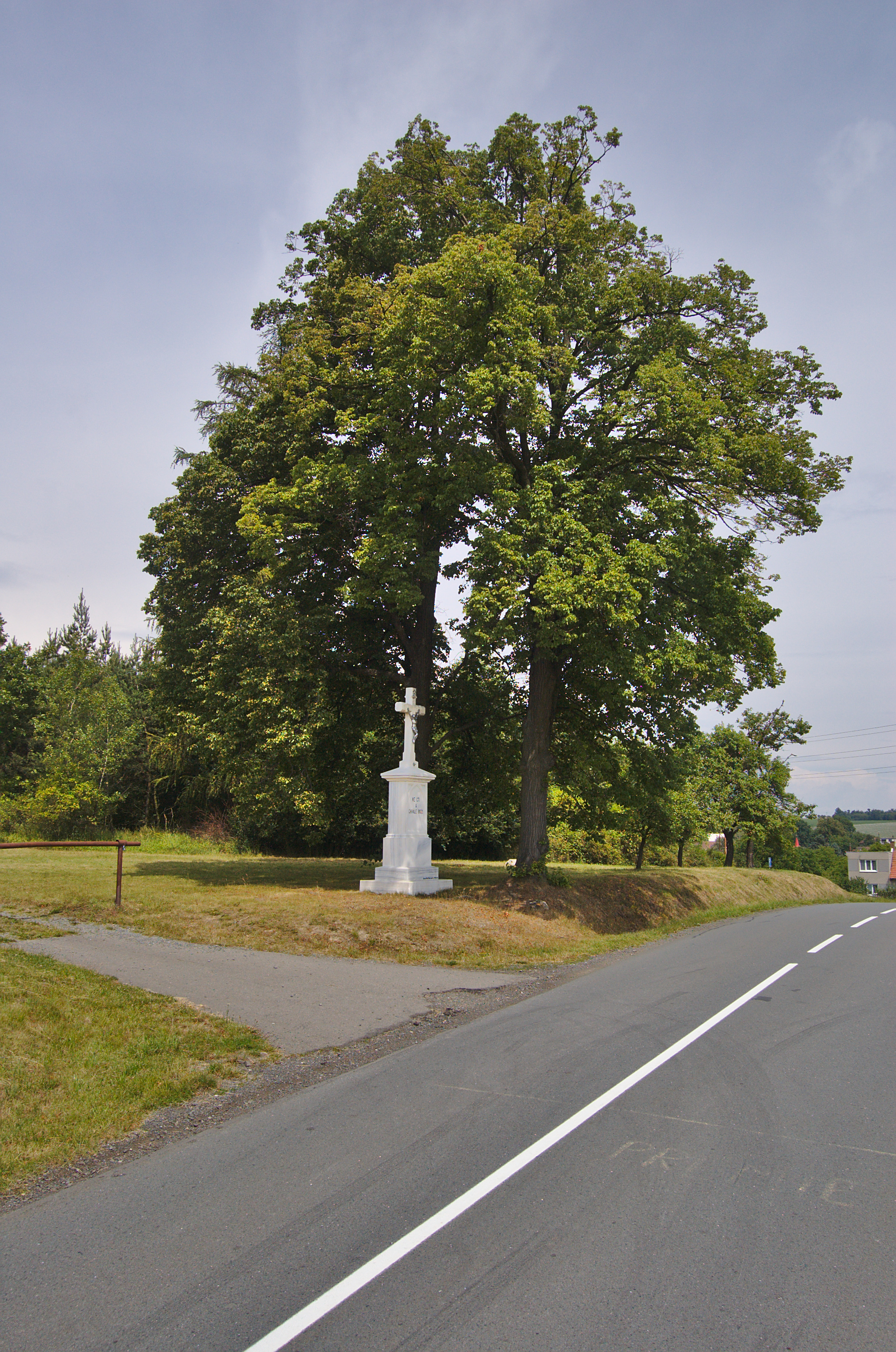
Kříž u silnice na Konici (u hřiště)
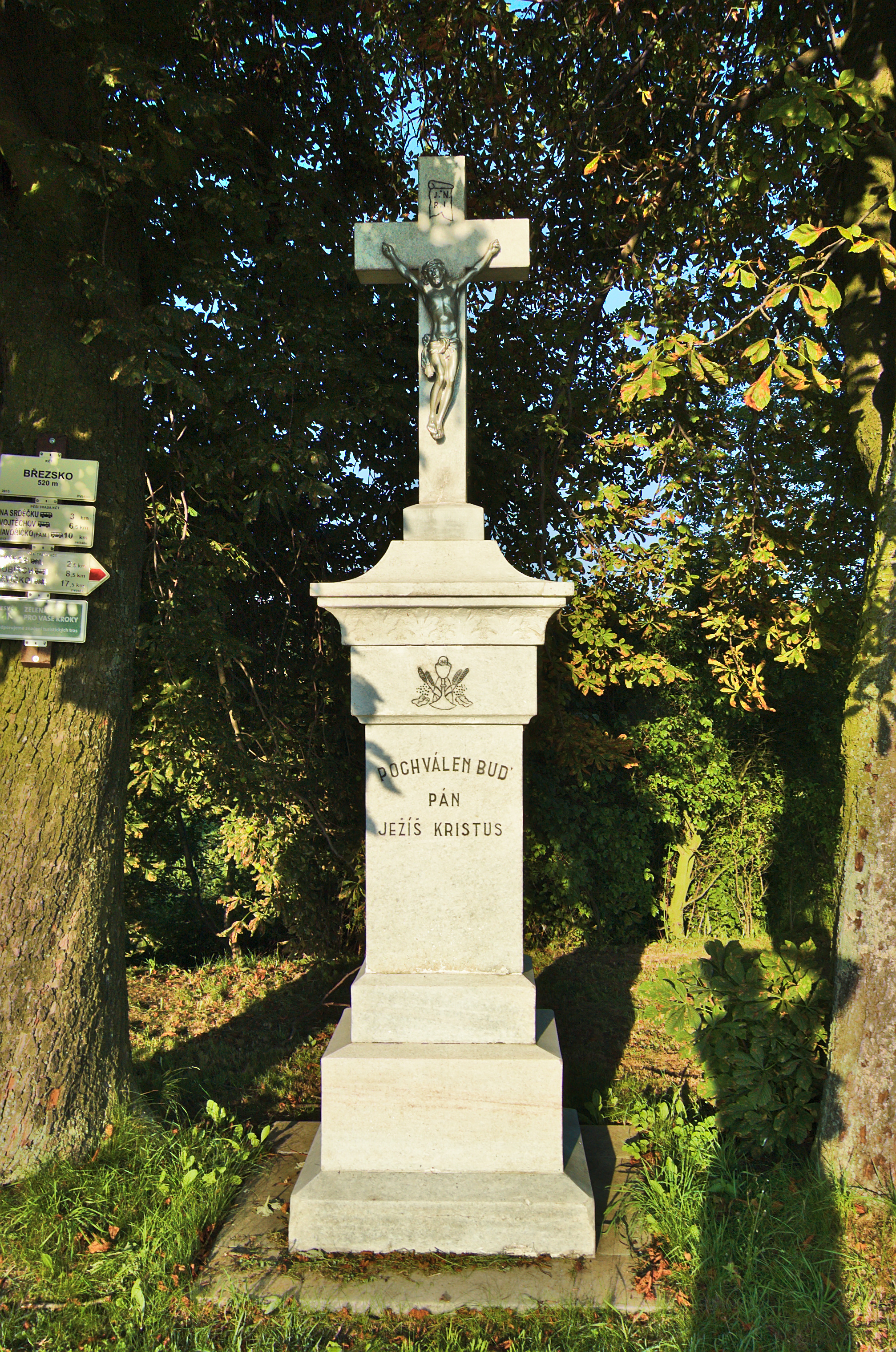
Kříž nad obcí u hlavní silnice na Hvozd
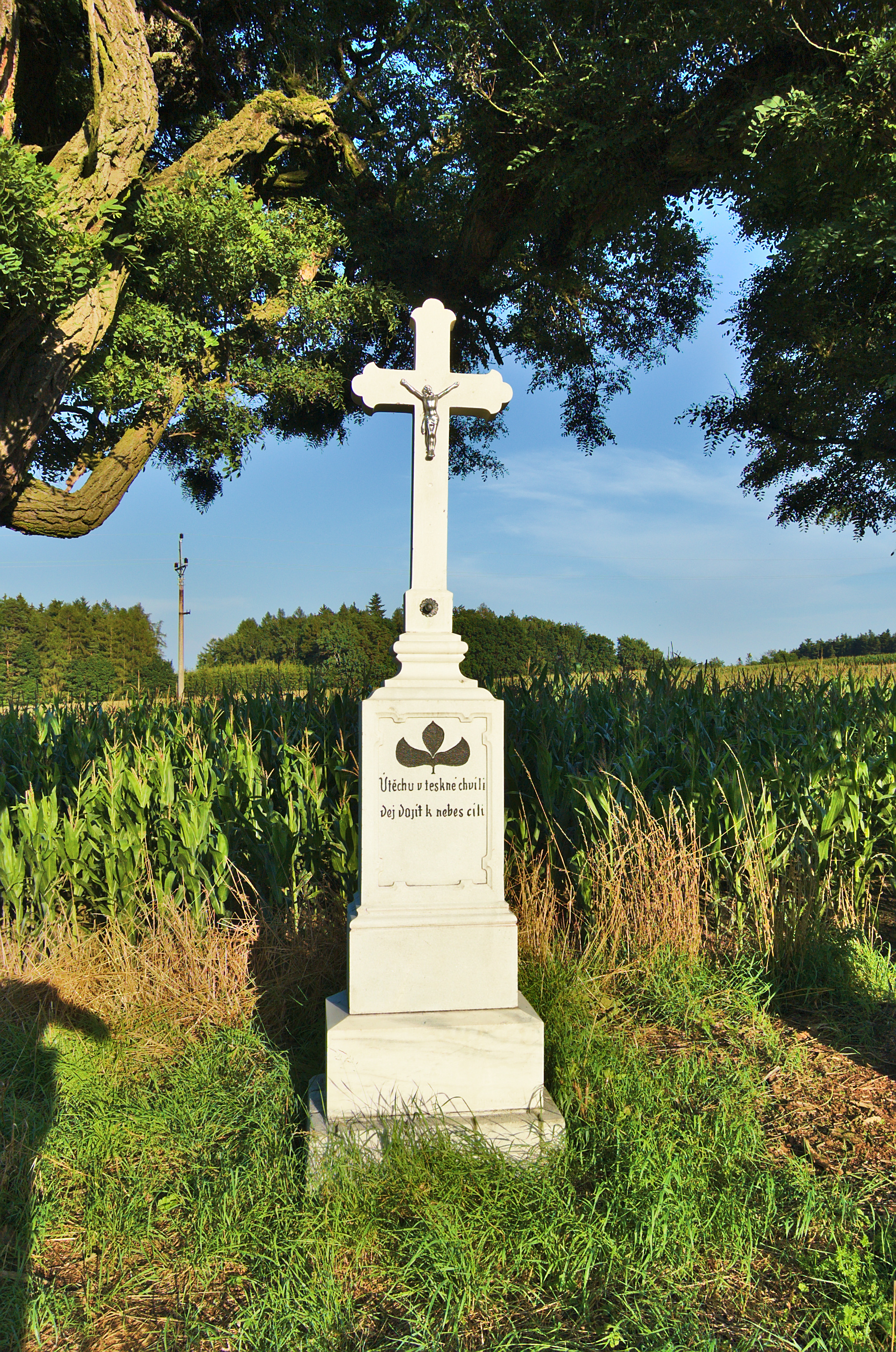
Kříž u hlavní silnice mezi Hvozdem a Březskem